# 杨士中
杨士中（1937年10月—）是一位遥感技术科学家。中国工程院院士，重庆大学教授，国家“211工程”重点学科“运载器测控及遥感信息传输技术”的首席学术带头人。

## 生平
1937年出生在重庆，他在测控及遥感信息传输领域进行过多项开创性工作，其主要成果“卫星传输型CCD电视遥感系统”获得国家科技进步二等奖、“飞行器统一测控综合终端装置”获三等奖；“统一扩频测控及图象传输体制”和“精密跟踪系统中频率截获新方法”分别都获得了国家发明三等奖；“单、双频多普勒频率截获接收机”获得全国科学大会奖。还多次获得省级奖励，拥有多项国家发明专利。

## 主要经历
1997年，当选中国工程院院士，机械与运载工程学部。